# Digonogastra albopilosa
Digonogastra albopilosa är en stekelart som först beskrevs av Gyöö Viktor Szépligeti 1901.  Digonogastra albopilosa ingår i släktet Digonogastra och familjen bracksteklar. Inga underarter finns listade i Catalogue of Life.